# Autodesk Maya
Autodesk Maya (también conocido como Maya) es un programa informático dedicado al desarrollo de gráficos 3D por ordenador, efectos especiales, animación y de dibujo. Surgió a partir de la evolución de PowerAnimator y de la fusión de Alias y Wavefront, dos empresas canadienses dedicadas a los gráficos generados por ordenador. Más tarde Silicon Graphics (ahora SGI), el gigante informático, absorbió a Alias-Wavefront, que finalmente fue absorbida por Autodesk dueña de 3d Studio Max, por la cantidad de 182 millones de dólares.
Maya se caracteriza por su potencia y las posibilidades de expansión y personalización de su interfaz y herramientas. MEL (Maya Embedded Language) es el código que forma el núcleo de Maya y gracias al cual se pueden crear scripts y personalizar el paquete.
El programa posee diversas herramientas para modelado, animación, renderización, simulación de ropa y cabello, dinámicas (simulación de fluidos), etc.
Además, Maya es el único software de 3D acreditado con un Oscar gracias al enorme impacto que ha tenido en la industria cinematográfica como herramienta de efectos visuales, con un uso muy extendido debido a su gran capacidad de ampliación y personalización.

## Historia
Maya es la culminación de tres líneas de software 3D: Wavefront's The Advanced Visualizer (en California), Thomson Digital Image (TDI) Explore (en Francia) y Alias' Power Animator (en Canadá). Esta combinación se ha utilizado para numerosas películas, como Parque Jurásico, The Abyss, o Terminator 2: el juicio final. La empresa fusionada se denominó Alias-Wavefront. Le llevó años a Alias-Wavefront, tras la fusión, el crear Maya. En el momento de la fusión ambos, Alias y Wavefront, estaban trabajando en su próxima generación de software.
Alias tomó un programa de Macintosh, "Alias Sketch!", y lo trasladó a la plataforma SGI, añadiendo muchas características a la misma. El nombre en clave para este proyecto fue "Maya" (माया māyā), el término sánscrito que en hindú evoca al concepto de "ilusión".
Maya se desarrolló en estrecha colaboración con Walt Disney Animation Studios, durante la producción de Dinosaurio. El GUI (Graphical User interface, la interfaz gráfica de usuario) era todo personalizable como un requisito de Walt Disney Pictures para que pudieran establecer su propio GUI y el flujo de trabajo basado en décadas de experiencia en la animación. Esto tuvo un gran impacto en la apertura de Maya y, posteriormente, también ayudó a convertirse en el software estándar de la industria, ya que muchas instalaciones de propiedad aplican una amplia personalización del software para ganar ventaja competitiva.
Entonces se decidió adoptar la arquitectura de Alias "Maya" y fusionarse con el código de Wavefront, esto sucedió en 2002.
En los primeros días de desarrollo, Maya utilizó TCL como lenguaje de scripting, para abandonar las similitudes que tenía con el lenguaje de consola de UNIX. Tras la fusión con Wavefront, Sophia fue el lenguaje de scripts elegido para sentar las bases de MEL (Maya embedded language).
Tras su publicación en 1999, Alias-Wavefront suspendió todos los programas basados en animación, incluidas las del Alias Power Animator, para animar a los consumidores a actualizar a Maya.
Se logró la ampliación de su línea de productos para hacerse cargo de una gran cantidad de cuota de mercado con las principales compañías de efectos visuales, como Industrial Light Magic y Tippett Studio, y el cambio de Softimage a Maya para el software de animación.
Alias-Wavefront más tarde pasó a llamarse Alias. Alias en 2003 fue vendido a SGI por la Ontario Teachers' Pension Plan y la firma de inversión privada Accel-KKR. En octubre de 2006, Alias se vendió de nuevo, esta vez a Autodesk, y el 10 de enero de 2007, Autodesk concluyó la adquisición de Alias Maya, con lo cual ahora se conoce al programa como Autodesk Maya.
Maya es un programa para modelar, animar y renderizar objetos tridimensionales muy completo, muy parecido a 3D Studio Max, de la misma compañía. Su interfaz gráfica y las avanzadas herramientas de diseño y edición lo convierten en uno de los programas más utilizados en todo el mundo por profesionales del desarrollo de juegos y de la creación de contenidos para la televisión y cine. Con este programa es posible crear objetos en 2D Y 3D, incluso manipularlos hasta convertirlos en objetos mucho más concretos como por ejemplo: casa, coches, vajillas, y más.

## Perspectiva general

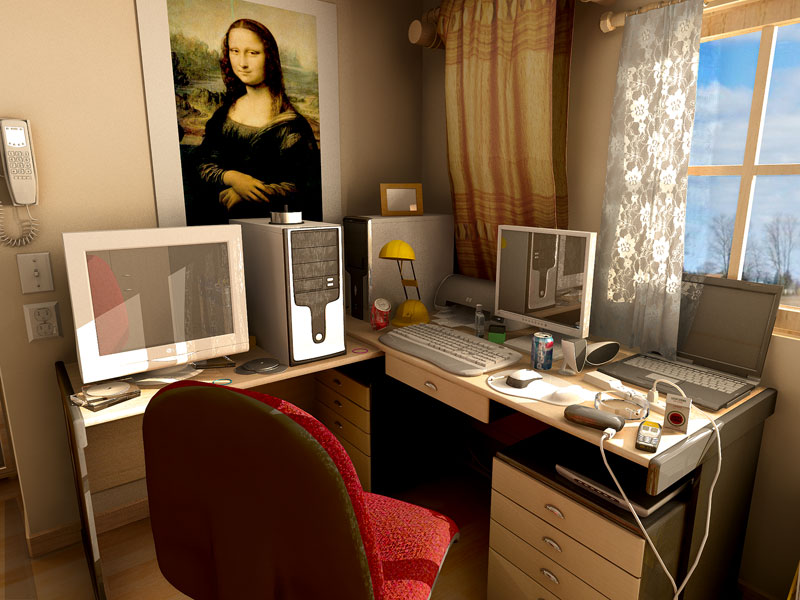
Render en Maya con Arnold

Animación en Maya con Arnold

Autodesk Maya se comercializaba en dos variantes: Maya Complete (una versión básica que incluye los módulos de modelado, animación, render, dinámicas/partículas) y 'Maya Unlimited' (la versión más avanzada, que dispone de los módulos de la versión "Maya Complete", más los de Fluids, Hair, Cloth, el nuevo NCloth etc.). En ese tiempo la versión Unlimited tenía un precio parecido al de la mayoría de programas de este tipo, pero solía ser considerablemente más caro. Desde la versión del 2011 "Maya complete" y "Maya Unlimited" se unen creando una sola versión.
El Maya Personal Learning Edition (PLE) está disponible para uso no comercial, y es gratuita. Las imágenes renderizadas con esta versión tienen el logotipo de la compañía impreso en forma de marca de agua digital.[cita requerida]
Maya fue desarrollado por Alias y está disponible para los siguientes sistemas operativos: Microsoft Windows, GNU/Linux, IRIX (descontinuado por Alias), y Mac OS X. La última versión de Maya, versión 2012 Service Pack 1, salió en octubre de 2012.
Cuando Autodesk compró Alias en octubre de 2006, se comprometieron a seguir con la línea de productos. En el momento de la adquisición lo que se preguntaban los usuarios de Maya era si Autodesk iba a fusionar Maya con su otro software de 3D, 3D Studio Max, creando un híbrido. En las posteriores entrevistas se clarificó que se mantendrían como productos separados. La adquisición fue completada el 10 de enero de 2007. Duncan Brinsmead, el jefe de desarrollo de Alias (actualmente en Autodesk), ha desarrollado junto a otros programadores Nucleus, un sistema de partículas (orientado a la dinámica de Soft Bodies) planteado como multiplataforma/multisoftware posteriormente con posibilidad de integrarse con 3D Studio Max.
La característica más importante de Maya es lo abierto que es al software de terceros, el cual puede cambiar completamente la apariencia de Maya. El mismo software se puede transformar debido a sus opciones altamente personalizables. Aparte de su potencia y flexibilidad, este aspecto solamente hizo que Maya fuera muy interesante para los grandes estudios que tienden a escribir mucho código personalizado para su producción utilizando el kit de desarrollo que viene incluido.

## Modelado

Animación en Maya

Maya trabaja con cualquier tipo de superficie NURBS, polígonos y subdivisión de superficies, e incluye la posibilidad de convertir entre todos los tipos de geometría.nomas
- NURBS: son figuras creadas a base de curvas y superficies cuyos componentes son básicamente los control vertex, las isoparms (isoparamétricas) y los hulls (loops enteros de isoparms).
- Polígonos: son los objetos más fáciles de modelar por su falta de complejidad y su mayor número de herramientas. Sus componentes básicos son las caras, aristas y vértices.
- Subdivisiones: son un híbrido entre las Nurbs y los polígonos. Sin embargo no se pueden modelar usando ambos estilos a la vez, para ello hay que escoger en qué modo se desea modelar (Standard Mode o Polygon Mode). Poseen los mismos componentes que las NURBS y los polígonos además de un modo de refinamiento por niveles para obtener mayor subdivisión geométrica y conseguir así mayor detalle de modelado.

Espacio Tridimensional
Maya utiliza el espacio 3D el cual es un espacio matemático virtual creado por el programa de diseño 3D. Está definido por un sistema cartesiano de tres ejes: X, Y, Z. El punto donde salen las líneas virtuales que definen los ejes se llama origen y sus coordenadas son (0, 0, 0).
En este espacio virtual se crean, modifican y disponen los diferentes objetos tridimensionales que van a componer la escena.

## Interfaz gráfica
Su interfaz gráfica fue creada con las librerías Qt.